# Unione Sportiva Poggibonsi 1992-1993
Questa voce raccoglie le informazioni riguardanti l'Unione Sportiva Poggibonsi nelle competizioni ufficiali della stagione 1992-1993.

## Rosa
| N. |                   | Ruolo | Calciatore               |  |
| -- | ----------------- | ----- | ------------------------ |  |
|    | Italia (bandiera) | P     | Sebastiano Aprile        |  |
|    | Italia (bandiera) | A     | Federico Bargagna        |  |
|    | Italia (bandiera) | C     | Rossano Bartalucci       |  |
|    | Italia (bandiera) | D     | Maurizio Bertocchi       |  |
|    | Italia (bandiera) | D     | Pierangelo Carletti      |  |
|    | Italia (bandiera) | A     | Claudio Cecchini         |  |
|    | Italia (bandiera) | D     | Michele Coppola          |  |
|    | Italia (bandiera) | C     | Massimiliano De Girolamo |  |
|    | Italia (bandiera) | C     | Mauro Fabbri             |  |
|    | Italia (bandiera) | D     | Marco Falossi            |  |
|    | Italia (bandiera) | A     | Alessandro Franchi       |  |

| N. |                   | Ruolo | Calciatore             |
| -- | ----------------- | ----- | ---------------------- |
|    | Italia (bandiera) | C     | Rudy Gianneschi        |
|    | Italia (bandiera) | D     | Riccardo Giannone      |
|    | Italia (bandiera) | P     | Andrea Ivan            |
|    | Italia (bandiera) | A     | Nicolò Manfriani       |
|    | Italia (bandiera) | C     | Gianni Margheriti      |
|    | Italia (bandiera) | C     | Gionatan Mangani       |
|    | Italia (bandiera) | C     | Massimiliano Menchetti |
|    | Italia (bandiera) | C     | Claudio Rastelli       |
|    | Italia (bandiera) | C     | Luca Armando Sbrega    |
|    | Italia (bandiera) | D     | Alessandro Scarabelli  |
|    | Italia (bandiera) | D     | Massimo Visalli        |